# Макфол, Майкл

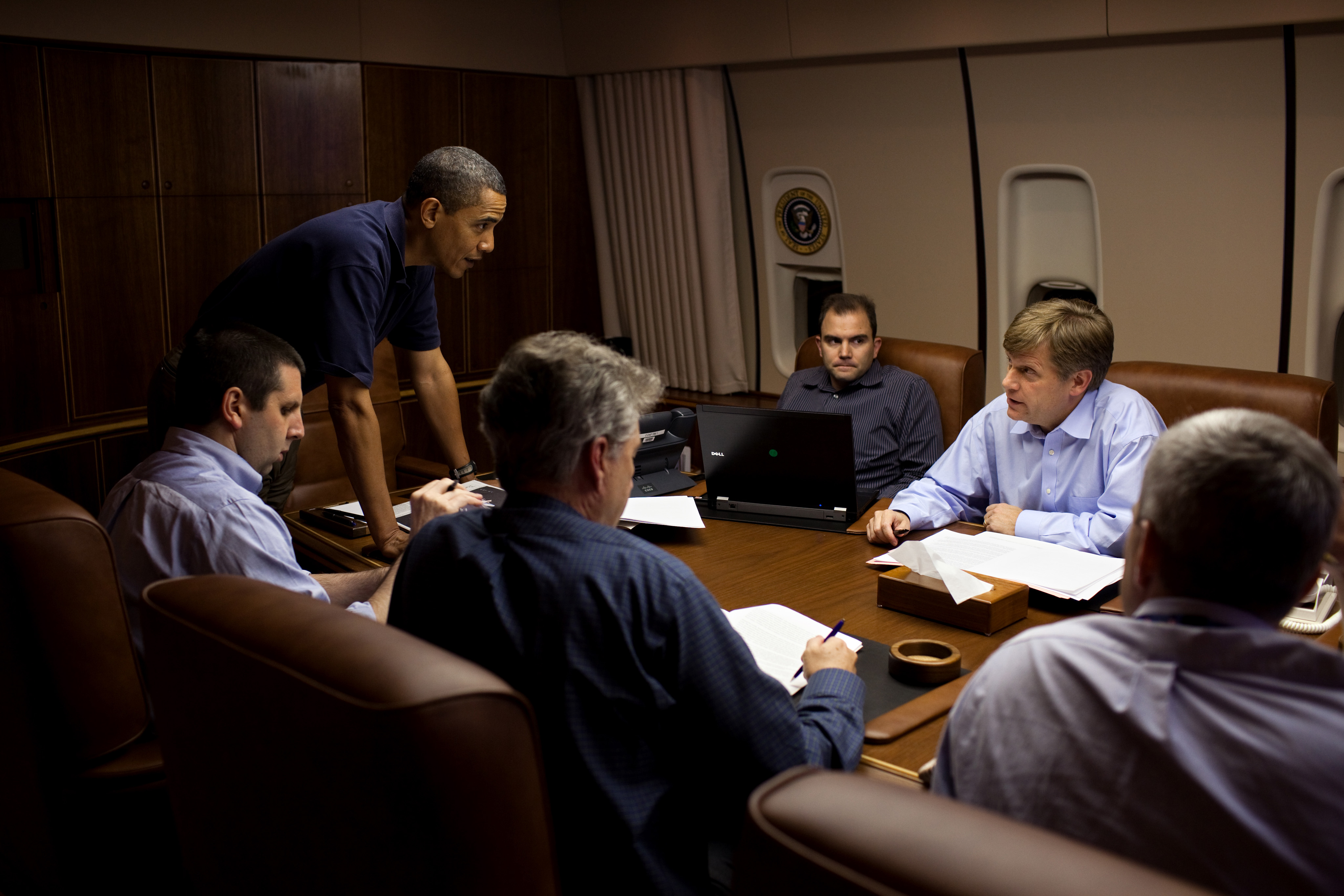
Информирование президента Барака Обамы во время полёта в Москву в 2009 году.

Майкл Э́нтони Макфо́л (англ. Michael Anthony McFaul; род. 1 октября 1963, Гласгоу, Монтана) — американский учёный-политолог, дипломат, профессор Стэнфордского университета, посол США в Российской Федерации (2012—2014). Макфол занимал должность специального помощника президента США Барака Обамы по вопросам национальной безопасности с 2009 по 2011 годы, где стал известен как архитектор так называемой «политики перезагрузки» отношений с Россией.

## Биография
Родился в Гласгоу, штат Монтана (США).
В 1986 году окончил Стэнфордский университет со степенями бакалавра и магистра искусств (последней — по советским и восточноевропейским исследованиям).
В 1983 году стажировался в Ленинградском университете, в 1985 году — в Государственном институте русского языка имени Пушкина, в 1986 и 1987 году — Ягеллонском университете (Краков, Польша), в 1988 году — в Лиссабонском университете (Португалия), в 1988 и 1989 году — в университете Зимбабве, в 1990—1991 годах — в Московском университете. Будучи в Москве, он вращался в «продемократических» кругах.
В 1986 году Макфол получил стипендию фонда Родса и в 1991 году получил учёную степень Ph.D. по международным отношениям в Оксфордском университете, защитив диссертацию на тему «Southern African Liberation and Great Power Intervention: Towards a Theory of Revolution in an International Context» («Южноафриканское движение за освобождение и вмешательство великих держав: к вопросу о теории революции в международном контексте»). Интересуясь освободительными движениями Африки, Макфол выступал против апартеида в ЮАР. Когда он претендовал на Стипендию Родса, чиновник спросил его, не смущает ли его, что Родс был столпом превосходства белой расы. Макфол ответил, что воспользуется стипендией, чтобы «свергнуть режим», и удостоился стипендии.
В 1993—1995 годах он работал в московском Центре Карнеги. С 1995 года — в Стэнфордском университете.
На президентских выборах-1996 в России, по выражению Макфола, «победили силы добра».
Макфол является специалистом по России. Автор многочисленных книг по вопросам перехода к демократическому государственному устройству. Неоднократно посещал Россию.
В конце 2006 года его пригласили в команду кандидата в президенты США Барака Обамы, в созданном для которого консультативном совете Макфол возглавил отдел по делам бывшего СССР. С 2009 года был специальным помощником президента Барака Обамы по вопросам национальной безопасности и директором отдела России и Евразии при Совете национальной безопасности США. Дэвид Ремник называл его «одним из главных архитекторов „перезагрузки“ российско-американских отношений».
28 января 2010 начал работу (первое заседание в Вашингтоне) как сопредседатель рабочей группы по вопросам гражданского общества Российско-американской двусторонней Президентской комиссии — эту группу часто неофициально именовали «комиссия Сурков — Макфол». В некоторых источниках упоминается, что Макфол и сопредседатель группы с российской стороны Владислав Сурков встречались в России и обсуждали работу комиссии ещё раньше, в октябре 2009 года. В интервью газете «Коммерсант» в январе Макфол высоко оценил своё сотрудничество с Сурковым:

Что касается Суркова, то мы научились кое-чему друг у друга. Мне кажется, что у господина Суркова до нашей встречи было много разных соображений на мой счёт. Но в результате нашей совместной работы, я думаю, он стал гораздо лучше понимать, кем я являюсь на самом деле. По правде говоря, и у меня были некоторые ложные представления о господине Суркове. Ведь о его деятельности ходит много слухов — он известная личность для тех, кто следит за российской политической жизнью. Для меня было очень полезно познакомиться с ним— «Я учёный, а не профессиональный революционер»: Новый посол США Майкл Макфол — о своей миссии в России
В январе 2012 года Макфол и Сурков одновременно покинули эту комиссию.
В мае 2011 года его кандидатура была представлена президентом США Бараком Обамой на должность посла США в России. 15 сентября 2011 года он был официально утверждён на этот пост. 10 января 2012 года он был приведён в США к присяге в качестве посла.
The Christian Science Monitor отмечала весной 2012 года, что один крупный российский телеканал, «похоже, намерен убедить своих зрителей, что Макфол — главный финансист и ключевой организатор продемократического протестного движения».

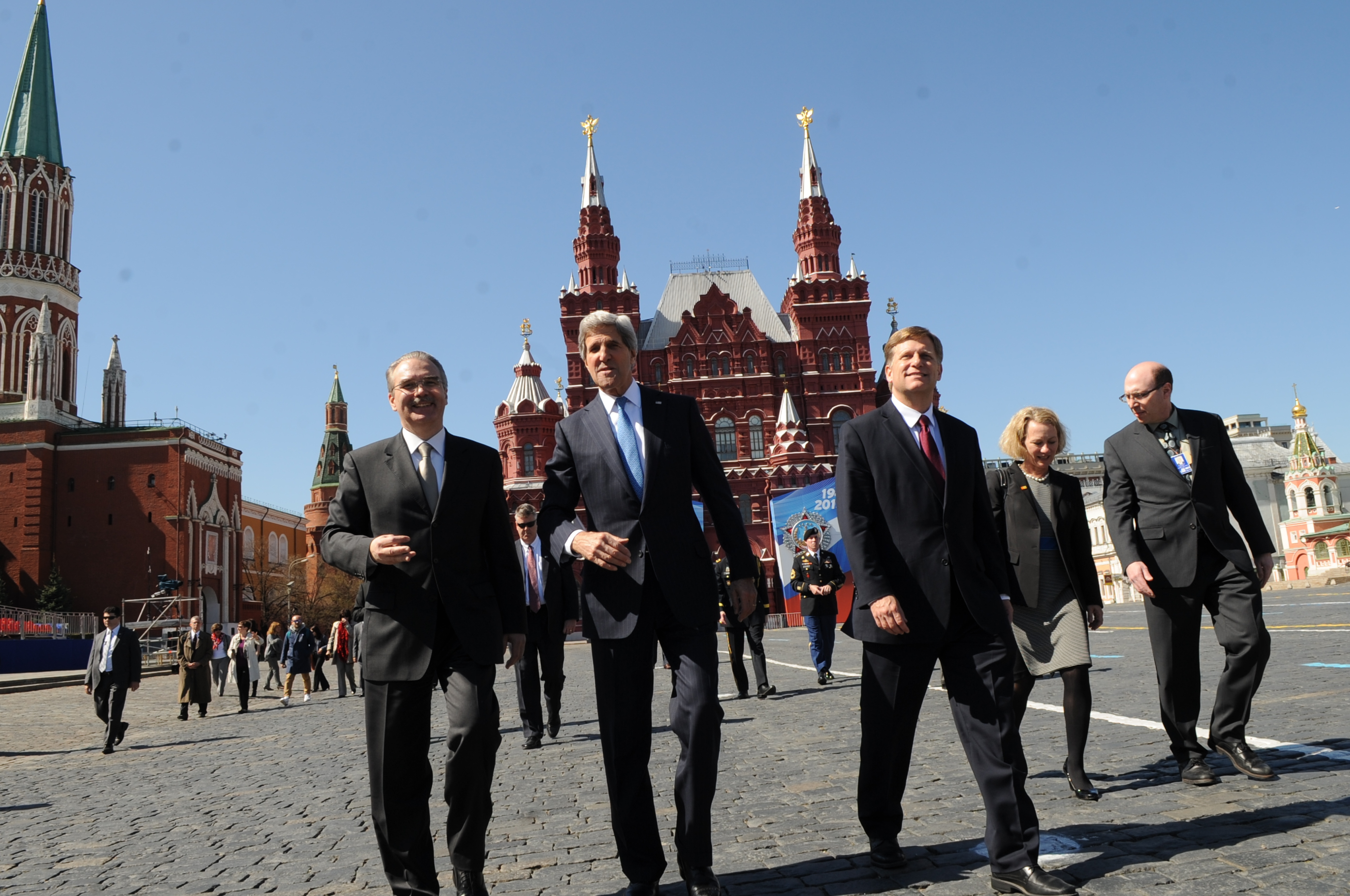
Госсекретарь Джон Керри и Макфол совершают экскурсию по Красной площади в Москве 7 мая 2013 года

5 марта 2014 года в официальном пресс-релизе NBC сообщила, что Макфол станет аналитиком в области международных отношений и вопросов национальной безопасности телеканалов медиагруппы NBCUniversal News Group — NBC, NBC News, MSNBC и CNBC. После выборов 2016 года Макфол становится регулярным комментатором американского кабельного телеканала MSNBC и социальных сетей и часто критикует политику и действия президента Трампа в отношении России.
С 2015 года является директором Институте международных исследований Фримена Спогли при Стэнфордском университете.
Профессор политических наук Центра по вопросам демократии, развития и верховенства закона при Стэнфордском университете. Отмечен Richard W. Lyman Award (2019).
Макфол включён в закрытый санкционный список России зеркально (ему запрещён въезд в Россию), об этом факте бывший посол узнал в ноябре 2016 года. По словам официального представителя МИД России Марии Захаровой, он «целенаправленно портил двусторонние отношения».
Владеет русским, польским и португальским языками. Считает себя специалистом по демократиям, антидиктаторским движениям и революциям.

## Высказывания
«Я — Мистер Антискептицизм. Мистер Всё Наладится», — говорит Макфол.
Комментируя речь Владимира Путина во время парада на Красной площади 9 мая 2007 года, Майкл Макфол написал в докладе для слушания комитета по международным делам Палаты представителей США 17 мая 2007 года, что Путин представляет собой «параноидального лидера, которому нужны внешние враги в качестве средства создания внутренней легитимности».
В январе 2012 года Макфол опроверг заявление о том, что его назначение послом США в России связано с репутацией специалиста по «цветным революциям».

Эта необузданная Россия уничтожила западные состояния и помешала инвестициям путём произвольного навязывания природоохранных постановлений, направленных против западных нефтяных компаний, исключения иностранных участников из разработки газового месторождения Штокман и отказа во въезде в страну крупнейшему портфельному инвестору в российскую экономику, британскому гражданину Уильяму Браудеру…
Оригинальный текст (англ.)This unconstrained Russian state also has destroyed Western wealth and discouraged investment by arbitrarily enforcing environmental regulations against foreign oil investors, shutting out foreign partners in the development of the Shtokman gas field, and denying a visa to the largest portfolio investor in Russia, British citizen William Browder.

В области международных отношений Путин проводит политику, которая, по его мнению, служит национальным интересам России, мало уделяя внимания интересам США.Оригинальный текст (англ.)Regarding international affairs, Putin pursues polices that he believes serve Russia’s national interests, with little attention paid to American interests.

Лучше финансируемый Фонд Джексона мог бы выдавать прямые гранты активистам и организациям в России. Также важны прямые личные встречи с российскими демократическими активистами. В случае ухода Путина после второго срока в соответствии с конституцией, российская демократия имеет шанс на возрождение. Буш и его правительство должны сосредоточить внимание и ресурсы на этих общественных деятелях России.Оригинальный текст (англ.)"A better funded Jackson Foundation could make direct grants to the activists and organizationsin Russia. Direct personal engagement of Russian democratic activists also matters. If Putin steps down after his second term as the constitution calls for, then Russian democracy has a chance for renewal. Bush and his government must focus attention and greater resources on those Russian societal actors...", Professor Michael A. McFaul, Stanford University.

Мы стремимся к вовлеченности в российскую жизнь, но не только в том, что касается межправительственной работы, но также и в вопросах бизнеса, гражданского общества — то, что принято называть «политикой двойного участия»… В вашей стране существует миф, и этот миф усиленно культивируется, что мы поддерживаем оппозиционные движения, что мы передаем им деньги и что наша цель — революция в России. Это полный вздор.— 

Мы имеем обыкновение толковать действия личностей и государств, исходя из рациональных объяснений и логики, а мой опыт работы в правительстве подсказывает… что у этих людей есть эмоции, есть свои взгляды на мир, и что разные люди на этих должностях ведут себя по-разному.— 

## Политические взгляды
Является сторонником Демократической партии.

## Критика
Министерство иностранных дел России подвергло критике ряд высказываний Макфола относительно позиции России по авиабазе «Манас» в Киргизии, сделанных 25 мая 2012 года в ходе его выступления перед студентами ГУ Высшей школы экономики. МИД счёл, что высказывания Макфола непрофессиональны, выходят за грань дипломатической этики и «по сути представляют собой преднамеренное искажение ряда аспектов российско-американского диалога». Посол США пообещал МИД РФ научиться высказываться более дипломатично, а Государственный департамент США в лице официального представителя Виктории Нуланд заявил, что Россия интерпретировала слова Макфола неправильно и поняла их неверно.

## Личная жизнь
С 1993 года женат на Донне Нортон. У них двое сыновей, Коул и Люк.

## Награды
- Орден «За заслуги» III степени (23 августа 2022 года, Украина) — за значительные личные заслуги в укреплении межгосударственного сотрудничества, поддержку государственного суверенитета и территориальной целостности Украины, весомый вклад в популяризацию Украинского государства в мире[39].
- Кавалер ордена «За заслуги перед Литвой» (15 февраля 2024 года, Литва)[40].

## Труды
- англ. Michael McFaul Russia’s Unfinished Revolution: Political Change from Gorbachev to Putin, 400 pages, Cornell University Press, 2002. ISBN 0-8014-8814-1, ISBN 978-0-8014-8814-6.
- англ. James M. Goldgeier, Michael McFaul Power and Purpose: U.S. Policy Toward Russia After the Cold War 450 pp. Brookings Institution Press, 2003. ISBN 0-8157-3173-6 / ISBN 978-0-8157-3173-3.
- Michael A. McFaul, Anders Aslund, Revolution in Orange: The Origins of Ukraine’s Democratic Breakthrough, Фонд Карнеги за международный мир, 2006
- Michael McFaul and Sergei Markov, The Troubled Birth of Russian Democracy: Political Parties, Programs, and Profiles, Stanford, CA: Hoover Institution Press, 1993.
- Michael McFaul, Post-Communist Politics: Democratic Prospects in Russia and Eastern Europe, Washington, D.C.: Center for Strategic & International Studies, 1993.
- Michael McFaul, Russia’s 1996 Presidential Election: The End of Polarized Politics, Stanford, CA: Hoover Institution Press, 1997.
- Michael McFaul and Timothy Colton, Popular Choice and Managed Democracy: The Russian Elections of 1999 and 2000, Washington: Brookings Institution Press, 2003.
- Michael McFaul and James Goldgeier, Power and Purpose: American Policy toward Russia after the Cold War, Washington: Brookings Institution Press, 2003.
  - Цель и средства : политика США в отношении России после «холодной войны» / Дж. Голдгейр, М. Макфол. — М. : Междунар. отношения, 2009. — 519 с. ISBN 978-5-7133-1350-0
- Michael McFaul, Nikolai Petrov and Andrei Ryabov, Between Dictatorship and Democracy: Russian Post-Communist Political Reform, Washington: Фонд Карнеги за международный мир, 2004.
- Michael McFaul, Advancing Democracy Abroad: Why We Should and How We Can, Hoover Studies in Politics, Economics, and Society, 2009.
  - Продвижение демократии в мире. / [Пер. с англ. Марка Давяна, Николая Петрова]. — М. : Московская школа политических исследований, 2012. — 365, [1] с. : портр. — (Библиотека Московской школы политических исследований) — ISBN 978-5-91734-026-5
- Michael McFaul, From Cold War to Hot Peace: An American Ambassador in Putin’s Russia: Houghton Mifflin Harcourt. Reprint edition (May 8, 2018).

Макфол написал или составил много книг о России и политическом переходном периоде, отмечает Дэвид Ремник, который считает, что «ни одна не пережила своё время».